# Iguania
Iguania је инфраред гуштера, који обухвата игуане, камелеоне, агаме и неке гуштере Новог света попут анола. Користећи искључиво морфолошке карактеристике као водич за еволуционе односе, претпоставља се да овај инфраред формира сестринску групу остатку љускаша. Међутим, молекуларне филогеније су инфрареа сврстале унутар љускаша, као сестрински таксон инфрареду Anguimorpha и уско повезале оба подреда са змијама.  Игуане у ширем смислу су у великој мери арбореалне животиње и обично имају примитивне меснате језике без способности хватања, мада је језик код камелеона веома модификован у односу на овај општи опис.  
Група има фосилне записе који се сежу све до ране Јуре (најстарији познати представник је род Bharatagama, који је живео пре око 190 милиона година на територији садашње Индије). 

## Класификација
Инфраред Iguania обухвата ове савремене породице:  
- клада Acrodonta
  - фамилија Agamidae
  - фамилија Chamaeleonidae
- клада Pleurodonta
  - фамилија Leiocephalidae
  - фамилија Corytophanidae
  - фамилија Crotaphytidae
  - фамилија Hoplocercidae
  - фамилија Iguanidae
  - фамилија Tropiduridae
  - фамилија Dactyloidae
  - фамилија Polychrotidae
  - фамилија Phrynosomatidae
  - фамилија Liolaemidae
  - фамилија Opluridae
  - фамилија Leiosauridae